# Isola linguistica
Un'isola o enclave linguistica è un territorio dove la maggioranza della popolazione storicamente residente parla una lingua diversa rispetto alle regioni geografiche circostanti: ciò può essere dovuto a una preesistenza territoriale storicamente documentata di minoranze linguistiche, o a una migrazione di gruppi linguistici più o meno vasti, avvenuta in tempi più recenti.
Si noti che, in uno specifico territorio, la presenza di un gruppo linguistico di minoranza può essere storicamente anche molto precedente rispetto a quello di maggioranza. Ciò accade nel caso di invasioni, conquiste o occupazioni dovute a conflitti di vario genere. Con il termine di penisole linguistiche si indicano invece territori contigui abitati dallo stesso gruppo linguistico. Qui di seguito vengono elencati alcuni esempi di isole linguistiche in Europa.

## Causa
L'emergere delle isole linguistiche è principalmente correlato alla migrazione della popolazione interregionale. Quando le persone che originariamente non vivevano in questa zona sono emigrate in quest'area a distanza per motivi di guerra, politica, economia e altri, a causa delle grandi differenze di linguaecultura La maggior parte delle persone in questa zona parla il proprio dialetto ma non capisce la lingua madre del luogo in cui è emigrata, quindi si formano le isole linguistiche.
- Fattori economici: L'isola linguistica si forma a causa dell'arretratezza economica dell'area di origine dell'isola linguistica e alcune persone escono per lavorare e vivere insieme.
- Fattori politici: il governo incoraggia o politicizza il trasferimento di residenti non locali. Ad esempio, all'inizio della dinastia Qing, il governo Qing incoraggiò gli Hakka del Guangdong a migrare nel Sichuan. Un altro esempio è l'immigrazione delle Tre Gole.
- Fattore di guerra o carestia: un gran numero di persone da una regione migra all'altra a causa di guerre o carestie, formando isole linguistiche. Ad esempio, Chongqing e Panzhihua hanno un gran numero di isole di dialetti Jiangsu e Zhejiang.

## Distribuzione
La famiglia linguistica Miao-Yao è distribuita in un tipo di arcipelago. Il rosso è il ramo Miao (compresa la lingua She), il verde è il ramo Yao
- Tipo di isola: un'isola linguistica indipendente circondata da aree linguistiche locali.
- Tipo arcipelagico: diverse o addirittura dozzine di isole linguistiche non confinano tra loro, ma sono concentrate in un'area nella distribuzione. Forma una regione insulare linguistica sotto forma di un arcipelago nel mare, come la famiglia linguistica Miao-Yao.
- Arcipelago: più isole linguistiche collegate tra loro da canali di trasporto come fiumi, strade, ecc.
- Isola nell'isola: il dialetto locale circonda un'isola dialettale, che a sua volta circonda un'altra isola linguistica.

## Comunicazione bilingue
I nativi secondari che vivono nell'area dell'isola linguistica possono usare il dialetto nativa originale o cambiato quando comunicano con le persone in quest'area, ma devono usare un altro dialetto per comunicare con le aree circostanti, il che porta a entrambe le parti la generazione della comunicazione verbale...

## Tendenze
Sotto l'influenza di fattori come il contatto economico a lungo termine e i matrimoni misti con i residenti dell'area dell'isola linguistica, i dialetti portati da loro dalle loro lontane città natale scompariranno gradualmente.
Un altro fattore influente è che le lingue dell'isola linguistica sono spesso utilizzate dalle generazioni più anziane della zona. Se queste lingue non vengono trasmesse alla generazione successiva, l'isola dialettale scomparirà gradualmente con l'arrivo della generazione successiva contatto con la lingua dell'enclave.
Anche le lingue nell'isola linguistica verranno gradualmente assimilate a causa della comunicazione con le aree circostanti, come l'uso di alcune frasi cerchiate.

## Isole linguistiche di lingua tedesca
A causa di vari movimenti insediativi iniziati nel Medioevo (vedi Ostsiedlung) e terminati solo a metà del XIX secolo, fino alla fine della seconda guerra mondiale, esistevano isole di lingua tedesca in molte zone dell'Europa orientale e centro-orientale; oggi ne rimangono poche. Le isole linguistiche potevano essere di diverse dimensioni: da piccoli villaggi a grandi aree (ad es. Transilvania). Queste isole linguistiche si trovavano o si trovano ancora oggi in gran parte della Polonia, degli Stati baltici, della Bielorussia, dell'Ucraina, della Repubblica Ceca, della Slovacchia, dell'Ungheria, della Romania, della Slovenia e della Croazia. Alcune isole linguistiche si trovavano anche nel territorio dell'odierna Serbia.
Inoltre, esistevano isole di lingua tedesca nella regione del Caucaso, vicino a San Pietroburgo, e in alcuni luoghi degli Urali e della Siberia.
Durante la colonizzazione delle Americhe, le comunità di emigranti tedeschi spesso si unirono, provenendo ciascuna da una specifica area di origine e stabilendosi relativamente vicino nell'area di destinazione. In particolare nel Midwest degli Stati Uniti, nel Canada occidentale, nel Brasile meridionale e nel Cile meridionale, esistono ancora isole di lingua tedesca variamente ben conservate.
A seguito della prima guerra mondiale e infine di nuovo nel corso della seconda guerra mondiale, nelle aree di insediamento tedesco del Nord America è sorta la necessità di mostrare lealtà alla nuova patria, ad esempio anche per dimostrare che la lingua standard tedesca o i vari dialetti tedeschi non erano più utilizzati. Di conseguenza, la stragrande maggioranza delle isole di lingua tedesca nel Nord America sono ora solo reliquie, con il tedesco espulso dalla vita pubblica e dalla maggior parte delle famiglie almeno dagli anni '40.

### Germania
- Lingua sorabo nel Brandeburgo meridionale e nella Sassonia orientale
- Romancio della Mosella nella zona della Mosella. Estinto nel XII secolo
- Occitano nelle colonie valdesi dell'Assia e dello Baden-Württemberg. Estinto nel XX secolo
- Isola delle lingue palatine nel Basso Reno: Pfalzdorf, Louisendorf e Neulouisendorf. Nel XVII secolo, insediamenti palatinati con isole linguistiche che da allora sono scomparse esistevano anche a Magdeburgo (" colonia del Palatinato "), Stendal e Halle o dopo il 1747 a Müggelheim e Rahnsdorf
- Sater lingua frisone: Saterland
- Isola linguistica dei Monti Metalliferi nell'Alto Harz (Oberharzisch)
- Wangerooger Frisone come reliquia del vecchio Frisone orientale fino al 1930 sull'isola di Wangerooge
- Hötter Platt: un'ex isola linguistica del nord -est del basso tedesco a Gerresheim (nell'odierna Düsseldorf)
- Fjoldemål, una varietà di dialetto danese Sønderjysk fino al 1936 a Viöl (Dan. Fjolde)
- Rotwelsch: i socioletti riassunti sotto il nome collettivo "Rotwelsch" sono quasi completamente estinti oggi, ma esistevano in vari luoghi fino alla metà del XX secolo, ad esempio B.
  - Lingua yenica, tra gli altri a Leinzell, Pfedelbach e Pleissne nella Killertal (Burladingen)
  - Linguaggio maniacale a Gießen, Marburg, Wetzlar (tutti in Assia), Eislingen (Baden-Württemberg) e Bad Berleburg (Nord Reno-Westfalia)
  - Logicamente a Carlsberg (Pfalz)
  - Masematte a Münster e nel Münsterland
  - Humpisch o Bargunsch in Vestfalia
  - Lingua Buttjer a Minden (Nord Reno-Westfalia)
  - Kochum a Hundshagen
  - Henese Fleck a Breyell
  - Lebber Valley a Bell vicino a Mendig

### Lussemburgo
- pesce gatto rosso:
  - Lakerschmus a Weimerskirch (Lussemburgo)

### Svizzera
- pesce gatto rosso:
  - Mat English a Berna

### Austria
(cfr. anche lingue minoritarie in Austria):
- Burgenland -croato nel Burgenland austriaco, in particolare nei distretti di Eisenstadt -Umwelt e Oberpullendorf. Nel comune di Schachendorf, ad esempio, il numero di croati del Burgenland nella popolazione totale è del 73%.
- Burgenland -ungheresi: la maggior parte degli ungheresi del Burgenland ora vive in quattro grandi isole linguistiche nel Burgenland:
  - Oberpullendorf /Felsőpulya,
  - Oberwart /Felsőőr,
  - Siget nella verruca /Őrisziget e
  - Unterwart / Alsóőr.

Un numero maggiore di Burgenland-ungheresi vive anche nella capitale provinciale di Eisenstadt /Kismarton, o il censimento del 2001 per Frauenkirchen /Boldogasszony, Lutzmannsburg /Locsmánd e Schachendorf /Csajta mostra una quota di popolazione di lingua ungherese dal 5% al 10% del totale popolazione.
- Cechi a Vienna

### Al di fuori dell'area di lingua tedesca chiusa
Parlato in Austria-Ungheria: distribuzione delle razze in Austria-Ungheria Atlante storico, William R. Shepherd, 1911
L'area di lingua tedesca chiusa oggi si estende in Germania, Austria, Svizzera tedesca, Liechtenstein, Alto Adige, Lussemburgo e le aree di lingua tedesca in Belgio, Danimarca e Francia.

#### Azerbaigian
- Helenendorf, ribattezzata Xanlar nel 1938
- Annenfeld, ribattezzata Şəmkir nel 1938

Gli abitanti delle colonie tedesche dei Pietisti radicali svevi in Azerbaigian, che esistevano dal 1818, furono deportati nel 1941.

#### Danimarca
Famiglie del Palatinato si stabilirono nello Jutland nel 1759/61, che conservarono la chiesa e la scuola tedesca fino al 1870:
- Alheden vicino a Viborg
- Randbøl Hede vicino a Billund

Vi si stabilirono i cosiddetti “ tedeschi della patata ” (Kartoffeltyskere).
Nello Jutland sudorientale, l'istituzione di una chiesa morava nel 1772 risale all'insediamento di una chiesa morava
- Christiansfeld torna (isola linguistica estinta)

#### Georgia
- Katharinenfeld, ribattezzata Lussemburgo nel 1921
- Elizabeth Valley vicino a Tiflis, ribattezzata Asureti nel 1921

Gli abitanti delle colonie tedesche dei Pietisti radicali svevi in Georgia, che esistevano dal 1818, furono deportati nel 1941.

#### Irlanda
- Rathkeale, insediamento del popolo palatinato dopo l'emigrazione di massa del Palatinato (1709), isola linguistica estinta intorno al 1850, “Museo e Centro del Patrimonio” della “Irish Palatine Association”

## Yiddish
A causa della politica nazionalsocialista di annientamento, le precedentemente grandi isole in lingua yiddish chiuse degli " shtetl " nell'Europa centro-orientale e orientale: Polonia e Ucraina (Galizia), Bielorussia, Lituania (Vilna), Moldova, Romania, Ungheria (Pester Elisabethstadt), Repubblica Ceca (Josefstadt di Praga), anche Germania (Scheunenviertel di Berlino nello Spandauer Vorstadt, Grindelviertel ad Amburgo) e Austria (Leopoldstadt di Vienna) sono in gran parte estinte.
Dalla seconda guerra mondiale, la lingua yiddish è stata parlata da ebrei laici, prevalentemente anziani in Argentina (distretto di Balvanera a Buenos Aires), Australia, Brasile, Israele, Canada, Messico e Stati Uniti (attenzione alla regione di New York), da un lato dall'altro oggi utilizzato prevalentemente dalle comunità chassidiche negli USA (Williamsburg a Brooklyn), Canada (Montreal, Toronto), Israele (Me'a She'arim [Gerusalemme], Bnei Berak), Gran Bretagna (Londra) e Belgio (Anversa). La fine degli anni '70 emerse con Kiryas Joelnello stato di New York un insediamento di ebrei chassidici, che oggi conta circa 20.000 abitanti, di cui circa il 90% parla yiddish.
Una piccola isola di Yiddish è sopravvissuta nell'Oblast Autonoma Ebraica nel Distretto Federale dell'Estremo Oriente al confine con la Repubblica Popolare Cinese. Il quotidiano Birobidzhan Shtern esce due volte a settimana.

## Esempi di isole linguistiche nel mondo

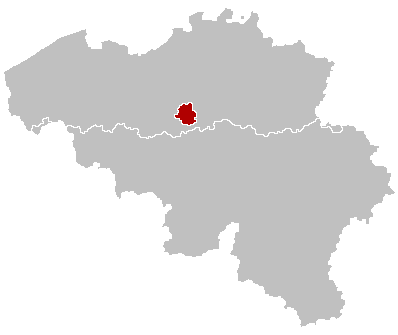
L'enclave prevalentemente francofona di Bruxelles.
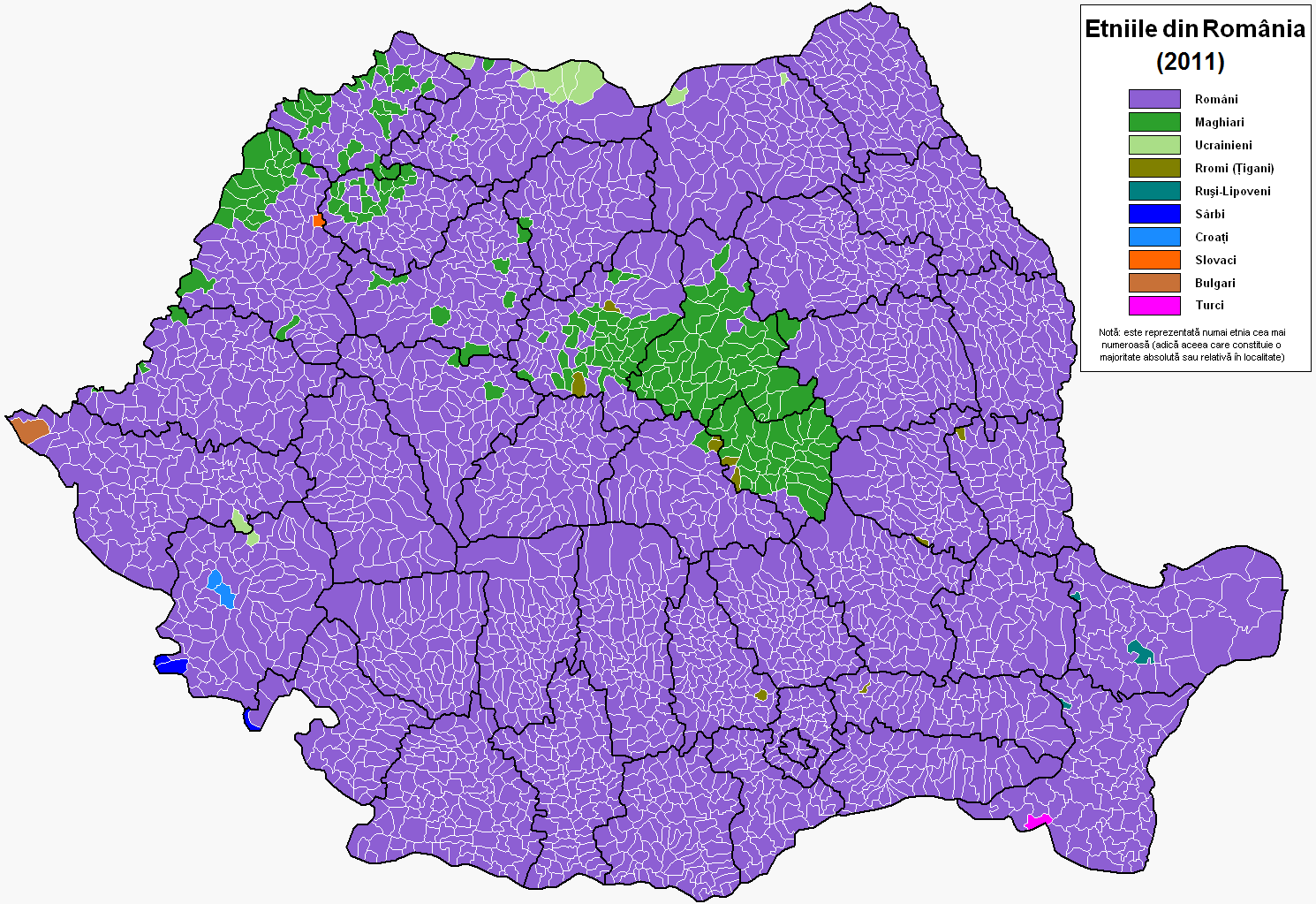
Isole linguistiche in Romania.
Area linguistica soraba in Germania.
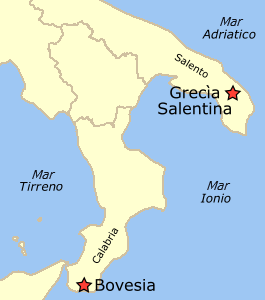
Grecia Salentina e Bovesia, aree linguistiche greche in Italia.
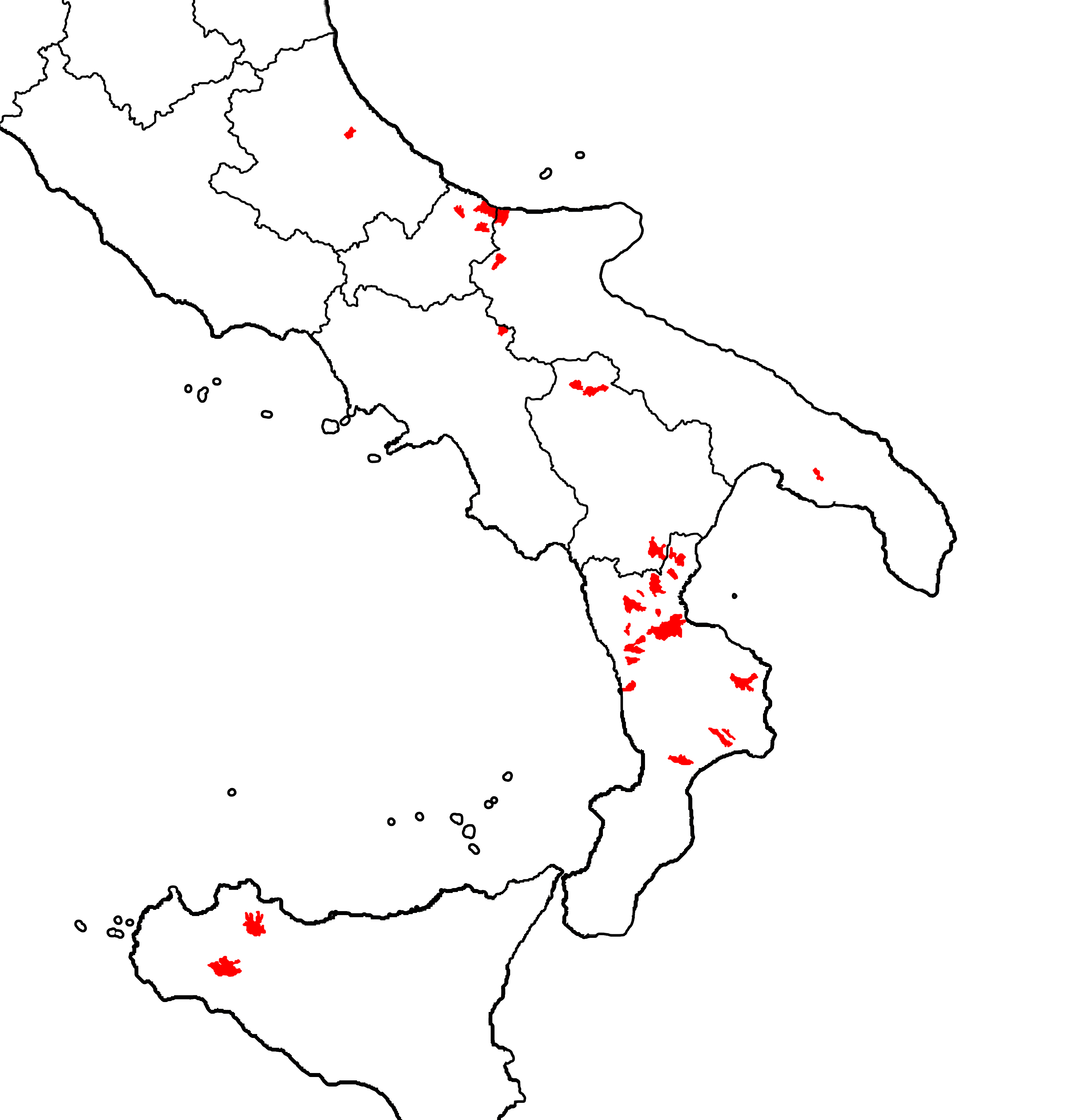
Isole linguistiche albanesi d'Italia
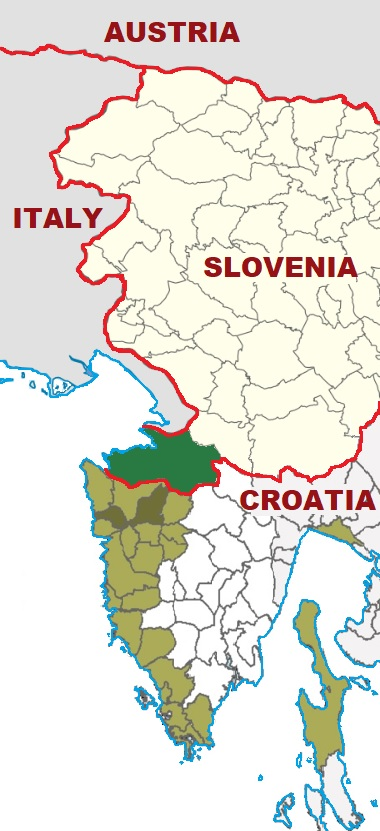
Isole linguistiche italiane in Slovenia e in Croazia.
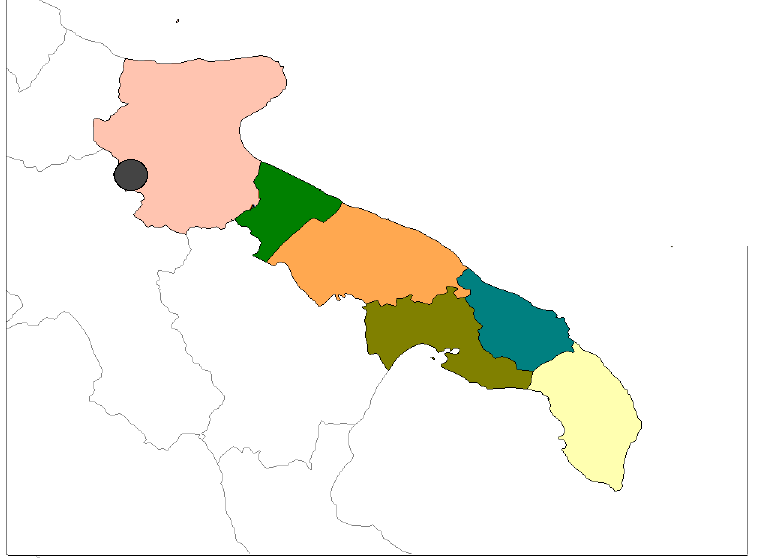
La Daunia francoprovenzale, enclave linguistica di lingua francoprovenzale (in nero).
Posizione di Guardia Piemontese nella provincia di Cosenza, enclave linguistica di lingua occitana.
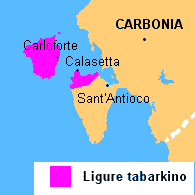
Il tabarchino, enclave linguistica ligure in Sardegna.
Il dialetto algherese in Sardegna, enclave linguistica di lingua catalana in Sardegna.

### America

#### Canada
- Québec - Intorno al XVIII secolo, molti immigrati provenienti da tutta la Francia si stabilirono durante il territorio francese.

#### Colombia
- Palenquero in Colombia

#### Messico
- Chipilo - Puebla (Messico) comunità di discendenti di coloni veneti

### Africa

#### Madagascar
- Malgascio - V secolo a.C., a causa di immigrati dal Borneo sud-orientale.

#### Namibia
- Aree di lingua tedesca nella Namibia meridionale e centrale

### Asia

#### Asia centrale
- Lingua araba dell'Asia centrale - a causa della migrazione araba nomade.

#### Cina
- Chinatown: a causa della migrazione dalla Cina all'estero, sono abituati a vivere in un'area concentrata ed è emersa un'area linguistica dedicata al cinese.
- Dialetto Tianjin: l'isola dialettale del mandarino delle pianure centrali nell'area dialettale del mandarino Jilu, o il risultato del " re Yan che spazza il nord" durante la dinastia Ming.
- Dialetto Ganzhou: L'isola dialettale del mandarino sudoccidentale nell'area linguistica Hakka del Gansu meridionale è stata causata dalle truppe trasferite da Guilin e Liuzhou nel Guangxi a Ganzhou durante la dinastia Ming.
- L'isola dialettale del dialetto Minjiang nel nord del Sichuan (dialetto Nanchong West Road, dialetto Xichong, dialetto Rattle, dialetto Jinxian, ecc.): relativamente poco influenzato dal movimento migratorio delle dinastie Ming e Qing nel Sichuan, è la sopravvivenza del Dialetto del Sichuan prima della dinastia Ming
- Zhongshan Fujian, Zhejiang Fujian meridionale: Zhongshan Fujian è l'isola dialettale del Fujian nell'area cantonese, ed è stata causata dalle guerre durante le dinastie Song e Yuan.

#### Giappone
- A causa dell'isolamento dall'ambiente circostante, spesso a causa delle montagne.
  - Dialetto Otori / Dialetto Miomote (Otori, Città di Tsuruoka, Prefettura di Yamagata, Città di Miomote, Prefettura di Niigata) - Non esiste una vocale centrale e l'accento è diverso dall'ambiente circostante.
  - Dialetto Narada (Narada, Città di Hayakawa, Prefettura di Yamanashi) - Uno speciale sistema di accenti che è diverso dall'area circostante (l'area circostante è in stile Tokyo). Distinguere tra quattro pseudonimi.
  - Dialetto Ikawa (ex villaggio Ikawa, città di Shizuoka) - Nessun accento (intorno allo stile di Tokyo). La vecchia espressione rimane.
  - Dialetto Akiyama-go (Villaggio di Sakae, Prefettura di Nagano, Città di Tsunan, Prefettura di Niigata) - Il sistema fonologico e la grammatica sono diversi da quelli dell'area circostante.
  - Dialetto Shiramine (ex villaggio di Shiramine, città di Hakusan, prefettura di Ishikawa) - Le caratteristiche sono diverse dal dialetto Kaga circostante.
  - Dialetto Oku-Yoshino (Sud Yoshino-gun, Prefettura di Nara) - A differenza dell'area circostante, ha un accento in stile Tokyo (l'area periferica è in stile Keihan). Ci sono molte differenze nella pronuncia e nella grammatica oltre agli accenti delle parti periferiche.
  - Dialetto Hachijo (filiale di Hachijo, Tokyo) -È molto diverso dal dialetto della terraferma della regione di Kanto, ed è diverso dagli altri dialetti delle isole Izu.
  - Dialetto Umpaku (prefettura di Shimane orientale, prefettura di Tottori occidentale) - Caratteristiche comuni al dialetto Tohoku, come la pronuncia di Idan e Udan che diventano vocali centrali e la pronuncia di E che si avvicina alla I (Zuzuben, Ura Japan) C'è una formula pronuncia), ma non è stata raggiunta una chiara conclusione sul motivo per cui questa caratteristica è distribuita nel dialetto Umpaku.
- A causa della migrazione di massa
  - Shintotsukawa-cho, Hokkaido - Hokkaido ha un gran numero di persone provenienti dalle regioni di Tohoku e Hokuriku, ma Honmachi è principalmente un gruppo di immigrati da Totsukawa - mura, nella prefettura di Nara, quindi la sua grammatica e gli accenti sono diversi da quelli nelle aree circostanti. Poiché il dialetto di Totsukawa appartiene al dialetto Oku-Yoshino sopra menzionato, è raro che "gli abitanti dell'isola linguistica siano emigrati e abbiano formato una nuova isola linguistica".
  - Dialetto Shimokita (Penisola di Shimokita, Prefettura di Aomori) -Dopo la guerra Boshin, con il trasferimento del clan Aizu al clan Tonan, più di 15.000 uomini del clan Aizu si trasferirono in gruppi, rendendola la parte più settentrionale della regione del Tohoku. si possono vedere le caratteristiche del dialetto Tohoku meridionale.
  - Dialetto Kesennuma (Città di Kesennuma, Prefettura di Miyagi) - Poiché è una città portuale aperta dai mercanti di Osaka, c'è una miscela di dialetti di Osaka e si possono vedere parole diverse dai dialetti Tohoku circostanti. Tuttavia, l'accento non è influenzato.
  - Dialetto di Tokyo (Dialetto Edo / Dialetto Yamanote) / Dialetto Metropolitan -Dall'apertura dello Shogunato Edo ai giorni nostri, è una città che si è sviluppata con l'afflusso di persone di vario livello come samurai, mercanti e lavoratori di tutto il in Giappone. La maggior parte dialetti Kanto occidentalidi essi sono diversi dai. Anche l'accento è leggermente diverso dall'area circostante.
  - Dialetto Chiba - Lungo il mare, come la parte meridionale della penisola di Boso e intorno alla città di Choshi, c'erano molti immigrati dalla penisola di Kii tramite spedizioni durante il periodo Edo, quindi elementi del dialetto Kishu, che è un dialetto giapponese occidentale, erano visto anche se era nella regione di Kanto.
  - Kimitsu City, Prefettura di Chiba - Con l'apertura della Kimitsu Iron & Steel Works, circa 20.000 dipendenti Yawata Iron & Steel e le loro famiglie si sono trasferiti dalla città di Kitakyushu, nella prefettura di Fukuoka in una sola volta, quindi il dialetto e la cultura della zona sono stati introdotti e tra i bambini Si dice che sia nata anche una parola che mescola i dialetti di Kimitsu e Kitakyushu. A partire dal 2018, sono stato in grado di trovare alcuni resti della cultura Kyushu.
  - Iechuben -Il trasferimento del feudatario e della sua famiglia nella prima età moderna formò isole in lingue diverse dalla gente comune nelle città castello di ogni regione. Ci sono Kasumicho Ben nella città di Yamagata, Karatsu nelle "Shirouchi Words" della Prefettura di Saga, Kuwana nella Prefettura di Mie e Nobeoka nella Prefettura di Miyazaki
  - Dialetto Ama (Amamachi, città di Wajima, Prefettura di Ishikawa) -Una città aperta dai pescatori nel Kyushu settentrionale e presenta molte differenze rispetto ai dialetti Wajima circostanti.

#### Indonesia
- Betawi a Giacarta Indonesia

#### Pakistan
- Brahui - A causa dell'essere circondato da parlanti indoeuropei. Esistono diverse lingue dravidiche che sono diventate anche isole linguistiche (vedi figura sotto).

#### Taiwan
- La lingua Chao An Hak a Yunlin, Taiwan: immigrati dalla tarda dinastia Ming e dall'inizio della dinastia Qing.
- Liudui Sixian Hakka a Kaohsiung e Pingtung, Taiwan
- Daniel thick Hokkien della nuova casa di Taoyuan, Taiwan

#### Turchia
- Gagauzia
- Turchi della Tracia occidentale
- Turchi Rumeli
- Meschetiano
- Turchi dell'Agiaria
- numerose comunità tedesco-turche in Germania

### Europa

#### Austria
- Aree di lingua croata nel Burgenland, Austria
- Aree di lingua slovena in Carinzia

#### Croazia / Slovenia
- Aree di lingua italiana in Istria
- Aree di lingua ungherese in Oltremura (Slovenia)
- Aree di lingua ceca, serba, slovacca e ungherese nella Croazia centro-orientale

#### Estonia e paesi baltici
Storicamente si parlava il dialetto estone di Kroasna (Russia), che non aveva confine con l'Estonia.
Oltre all'isola linguistica Kraasna, anche le isole linguistiche Lutsi (Lettonia) e Leivu (Lettonia) sono state al di fuori dell'Estonia.

#### Finlandia
Alcune località, principalmente Pori, Kotka, Tampere e Oulu, che fanno parte di comuni definiti di lingua finlandese monolingue (non bilingue), sono code linguistiche dal punto di vista di lingua svedese: la popolazione di lingua svedese in questi luoghi è abbastanza grande da mantenere la vita scolastica e culturale in svedese, almeno insieme a persone di lingua finlandese bilingue e di mentalità svedese.
Le località si trovano spesso - oltre a questa località - in aree interamente di lingua finlandese (si tratta di città portuali e industriali) e la minoranza di lingua svedese non è abbastanza grande da consentire al comune di essere considerato bilingue. Poiché queste minoranze generalmente non vivono in aree delimitate, ma sono sparse tra i finlandesi, il termine "enclave" è fuorviante.

#### Francia
- Petite Gavacherie: questa regione, situata in Gironda intorno a Monségur, è stata fino alla metà del XX secolo un'enclave della langue d'oïl in Occitania. La città di Monségur intra muros era a sua volta un'enclave della langue d'oc nella Petite Gavacherie.

#### Italia

Le minoranze linguistiche in Italia riconosciute dalla legge 482 del 1999 (dati 2013)

##### Italia centro - settentrionale
- I comuni walser (germanici) sulle Alpi occidentali (Valle d'Aosta e Piemonte).
- I comuni ladino-dolomitici divisi tra le province di Bolzano, Trento e Belluno
- le aree di lingua friulana, in gran parte diffusi fra le province di Udine, Pordenone, Gorizia e in pochi comuni della provincia di Venezia
- La Valle dei Mocheni in Trentino (germanofoni).
- Le comunità cimbre (lingua cimbra) del Triveneto, in particolare Lessinia, Cansiglio e Luserna e sull'altopiano di Asiago
- La minoranza slovena del Friuli-Venezia Giulia
- I carnici bavaresi (austro-bavaresi) di Sappada, Timau e Sauris (in provincia di Udine)
- A sud della linea Massa-Senigallia, in provincia di Lucca esistono isole linguistiche gallo romanze a Gombitelli e Colognora in Valleriana. Esisteva un'altra isola linguistica dello stesso tipo anche a Fabbriche di Careggine, ma gli abitanti si sono dispersi dopo che il paese fu sommerso dalle acque del lago artificiale di Vagli.

##### Italia meridionale
- La minoranza albanese (arbëreshët e Italisë) sparsa in tutto il sud.
- La minoranza croata nel Molise, ossia i moliški hrvati (croati molisani).
- La minoranza francoprovenzale in Puglia (nei due comuni di Celle di San Vito e Faeto, in Valmaggiore), detta anche isola linguistica della Daunia arpitana.
- Gli occitani valdesi di Guardia Piemontese in provincia di Cosenza.
- I greci nella Bovesia (versante ionico dell'Aspromonte) in provincia di Reggio Calabria.
- La Grecìa salentina nel Salento leccese.
- I comuni gallo-italici della Basilicata.

##### Sicilia
- La minoranza albanese (arbëreshë) nella città metropolitana di Palermo: Contessa Entellina (Kuntisa), Piana degli Albanesi (Hora e Arbëreshëvet) e Santa Cristina Gela (Shëndastina).
- I comuni gallo-italici, come Piazza Armerina (in gallo italico: Ciazza) in provincia di Enna, e San Fratello (in gallo italico: San Frareau) in provincia di Messina.
- La comunità di lingua greca di Messina.

##### Sardegna
- Alghero, città di lingua catalana.
- Nella provincia del Sud Sardegna, i tabarchini (dialetto ligure) di Carloforte e Calasetta; altra isola linguistica in cui si parla un dialetto di tale famiglia è Bonifacio in Corsica.
- Luras (SS), è un'isola linguistica logudorese, all'interno di quella gallurese.
- A Isili una comunità di ramai parlava "s'arbareshka", di origine albanese, oramai quasi estinta.
- Ad Arborea e Tanca Marchese si parla anche il veneto (benché in regresso rispetto all'italiano e al sardo), portatovi dagli immigrati del Polesine giunti a colonizzare il territorio intorno agli anni trenta del XX secolo; anche nella frazione algherese di Fertilia sono predominanti, accanto all'italiano, dialetti di tale famiglia (anch'essi in netto regresso) introdotti nell'immediato dopoguerra da gruppi di profughi istriani su un preesistente substrato ferrarese.

##### Eccezioni
- Potrebbe essere considerata isola linguistica anche l'isola di San Lazzaro degli Armeni a Venezia, dove i pochissimi abitanti sono i religiosi armeno-cattolici dell'omonima chiesa[senza fonte]
- A Livorno la comunità ebraica parlava il bagitto, ma dopo la seconda guerra mondiale la comunità si è in gran parte dispersa
- La lingua istrorumena, che viene parlata a Trieste da circa 300 esuli dall'Istria e che fu considerata minoranza nel regno d'Italia, potrebbe considerarsi isola linguistica storica italiana. Infatti, lo storico Ireneo della Croce, afferma che l'istrorumeno era ancora parlato durante l'ottocento nel Carso triestino, principalmente a Opicina e Servola (allora chiamata Selvola), località che attualmente fanno parte della provincia di Trieste.[senza fonte]
- Può di fatto considerarsi isola linguistica della Lingua siciliana, il dialetto Cilentano meridionale.
- A Nomadelfia, nel comune di Grosseto, esiste un'isola linguistica emiliana dovuta alle origini del fondatore don Zeno Saltini e dei primi nuclei della comunità.

#### Germania
- Saterland: la città che si trova nella Bassa Sassonia, è l'unico luogo dove si parla frisone orientale (o saterlandico). A causa dell'essere circondato da persone di lingua tedesca.
- sorabo - A causa dell'essere circondato da persone di lingua tedesca.
- Turchia sveva (tedesco: Schwäbische Türkei), un dialetto tedesco della regione del Transdanubio
- Alto Harz (Oberharz) in Germania

#### Francia/Spagna

Aree di insediamento della comunità di lingua basca

- Basco - A causa dell'essere circondato da parlanti di lingue romanze.

#### Portogallo
- Miranda do Douro, che è un nclave linguistica leonese nel territorio di lingua portoghese.

#### Polonia
- Gli Slovinzi (Słowińcy) slavi-lechitici stanziati a nord della Cassubia (Voivodato della Pomerania), sulle coste del Mar Baltico, sono però attualmente quasi del tutto estinti.
- I Tartari di Polonia (Tatarzy w Polsce), a oriente, presso il confine con la Lituania e la Bielorussia.

#### Repubblica Ceca
- La Slesia Meridionale (Ślonsk in lingua slesiana, Śląsk in polacco, Slezsko in ceco), di lingua slava-lechitica, nel nord della Moravia presso e oltre i confini polacchi.

#### Romania
- Terra dei Siculi di lingua ungherese in Romania come Harghita e Covasna: in queste due cittadine nella Romania centrale, la lingua madre della maggioranza degli abitanti è l'ungherese.
- tedeschi in Romania

#### Serbia
- La Voivodina è un caso particolare: regione autonoma della Serbia, in essa co-esistono ben 26 etnie differenti, da dividersi tra penisole linguistiche (serbi, croati, rumeni e magiari) e isole linguistiche (slovacchi, ruteni, e altri)

#### Spagna
La regione di Vinalopó Mitjà (Paese Valenziano), che è di lingua catalana e ci sono isole linguistiche nelle città di Villena, Asp e Montfort del Cid.

#### Svizzera
Alcuni comuni della Svizzera meridionale (soprattutto cantoni tedeschi) sono isole walser, tra i quali Bosco Gurin, unica isola linguistica germanica nel Canton Ticino, dove l'isolamento è più marcato essendo circondato da comuni di lingua italiana.

## A causa dell'isolamento dall'ambiente circostante
- Burushaski - dalle montagne.
- Votic - A causa del disagio di trasporto dovuto a fiumi e laghi.